# Buying a Gun
Buying a Gun è un cortometraggio del 1929 diretto da Henry W. George, lo pseudonimo con il quale firmava le sue regie il popolare attore britannico Lupino Lane.

## Trama
Un damerino inglese va dall'armaiolo in previsione di una battuta di caccia. Insieme al fratello Wallace, si perde in chiacchiere: completamente inesperto di armi, spara con il fucile, provocando l'esplosione delle pallottole finendo per demolire completamente il negozio.

## Produzione
Il film fu prodotto dalla Lupino Lane Comedy Corporation.

## Distribuzione
Distribuito dalla Educational Film Exchanges, il film uscì nelle sale cinematografiche USA il 14 luglio 1929.